# Episodi di The District (prima stagione)
La prima stagione della serie televisiva The District, composta da 23 episodi, è stata trasmessa sul canale statunitense CBS dal 7 ottobre 2000 al 19 maggio 2001.
In Italia è andata in onda su Rai 2 dal 29 novembre 2004 al 2005.
| nº | Titolo originale          | Titolo italiano            | Prima TV USA     | Prima TV Italia  |
| -- | ------------------------- | -------------------------- | ---------------- | ---------------- |
| 1  | Pilot                     | Un poliziotto a Washington | 7 ottobre 2000   | 29 novembre 2004 |
| 2  | Dirty Laundry             | Panni sporchi              | 14 ottobre 2000  |                  |
| 3  | Worst Block               | Le strade della violenza   | 21 ottobre 2000  |                  |
| 4  | Surveillance              | Il turno dei duri          | 28 ottobre 2000  |                  |
| 5  | The Real Terrorist        | Il vero terrorista         | 4 novembre 2000  |                  |
| 6  | How They Lived            | Una strana malattia        | 11 novembre 2000 |                  |
| 7  | Imperfect Victims         | Vittime imperfette         | 18 novembre 2000 |                  |
| 8  | The Jackal                | Lo sciacallo               | 25 novembre 2000 |                  |
| 9  | Pot Scrubbers             | Il passato è passato       | 9 dicembre 2000  |                  |
| 10 | The Santa Wars            | Scelte obbligate           | 16 dicembre 2000 |                  |
| 11 | The D.C. Strangler        | Regali di Natale           | 6 gennaio 2001   |                  |
| 12 | Old Ghosts                | Vecchi fantasmi            | 20 gennaio 2001  |                  |
| 13 | Vigilante                 | Il giustiziere             | 3 febbraio 2001  |                  |
| 14 | Rage Against the Machine  | Un bambino da salvare      | 10 febbraio 2001 |                  |
| 15 | The Most Dangerous Job    | La notte dell’aquila       | 17 febbraio 2001 |                  |
| 16 | A Southern Town           | Una verità scomoda         | 24 febbraio 2001 |                  |
| 17 | New World                 | Il colonnello              | 10 marzo 2001    |                  |
| 18 | Night Moves               | Squadra anti-gang          | 7 aprile 2001    |                  |
| 19 | The Agony and the Ecstasy | L’ultimo rave              | 21 aprile 2001   |                  |
| 20 | Running Towards Fire      | Sotto copertura            | 28 aprile 2001   |                  |
| 21 | Don't Fence Me In         | Indagini sensoriali        | 5 maggio 2001    |                  |
| 22 | Fools Russian (1)         | Scacco a Mannion (1)       | 12 maggio 2001   |                  |
| 23 | Fools Russian (2)         | Scacco a Mannion (2)       | 19 maggio 2001   | 2005             |